# Abuelo

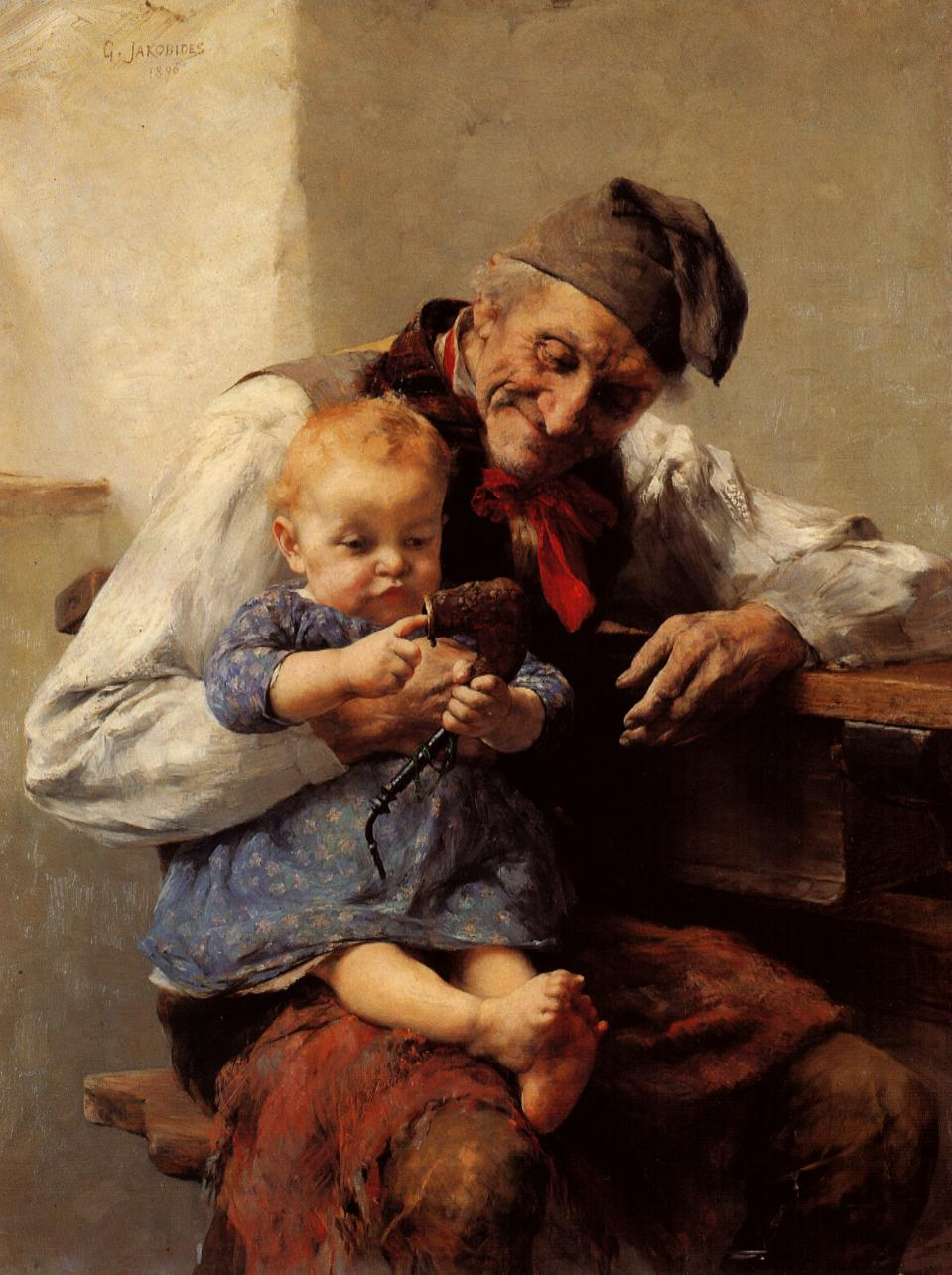
El favorito, de Georgios Iakovidis, 1890.

Los términos abuelo y abuela son los nombres con los que los hijos designan al padre y a la madre de sus padres, y se les llama, respectivamente, abuelo paterno o materno y abuela paterna o materna. Los padres llaman nietos a los hijos de sus hijos. Los abuelos forman parte importante de la familia extensa.
En las culturas tradicionales, los abuelos han tenido un rol claro en relación con el cuidado de los nietos. Esto ha tendido a desaparecer, con el desarrollo de la familia nuclear.[cita requerida]

## Nombres en el lenguaje coloquial
El trato más familiar hace que, en lugar de las palabras abuelo y abuela, se utilicen términos más cariñosos y cercanos, tales como: yayo, -a, tata (Mx, Gu, Ho, ES, Ni, Pe, Bo, Ch, Ar, Ur), abu, abue, abuelito, -a, nono, -a (Ve:O, Ch, Ar, Ur), neno, -a, papito, puzo, papá o mamá (nombre del abuelo, -a).[cita requerida]
En los casos en que los padres no pueden brindar el cuidado adecuado a sus hijos, los abuelos pueden tener el papel de mantenedores o tutores, y es por eso que, desde 1998, la organización no gubernamental Mensajeros de la Paz celebra cada 26 de julio el Día del Abuelo.[cita requerida]